# Ewtim Miłoszew
Ewtim Petrow Miłoszew (bułg. Евтим Петров Милошев; ur. 2 maja 1968 w Sofii) – bułgarski przedsiębiorca i producent telewizyjny, w latach 2024–2025 minister turystyki.

## Życiorys
Ukończył technikum budowlane w Sofii, po czym odbył służbę wojskową. W 1995 uzyskał magisterium z geodezji na Uniwersytecie Architektury, Budownictwa i Geodezji w Sofii (UASG). Współpracował przez pewien czas ze Sławim Trifonowem. Na początku lat 90. współtworzył program telewizyjny Ku-ku. Następnie pracował przy programach Kanaleto, Chyszowe i Szouto na Sławi. Był też producentem teleturnieju Wot na dowerie. Po opuszczeniu zespołu Sławiego Trifonowa współtworzył firmy producenckie Dream Team Productions i Dream Team Films. Został ich większościowym udzialowcem. W ich ramach zajął się produkcją seriali telewizyjnych, a także produkcji typu talk-show i reality show, współpracując m.in. z telewizjami BNT i bTV. W 2009 współtworzył, a w latach 2012–2018 pełnił funkcję prezesa bułgarskiego stowarzyszenia producentów filmowych i telewizyjnych AFTP. Został również wykładowcą na Nowym Uniwersytecie Bułgarskim.
W kwietniu 2024 objął urząd ministra turystyki w technicznym rządzie Dimityra Gławczewa. Pozostał na tym stanowisku również w utworzonym w sierpniu 2024 drugim gabinecie dotychczasowego premiera, kończąc urzędowanie w styczniu 2025.